# Euryanassa (Tochter des Paktolos)
Euryanassa (altgriechisch Εὐρυάνασσα Euryánassa) ist eine Frauengestalt der griechischen Mythologie. 
Euryanassa, deren Namen „Beherrscherin eines großen Landes“ bedeutet, war die Tochter des Flussgottes Paktolos. Sie heiratete den Götterfrevler Tantalos und war von ihm nach einigen Quellen die Mutter des Pelops und Broteas sowie der Niobe.